# L'Île-d'Olonne
L'Île-d'Olonne är en kommun i departementet Vendée i regionen Pays de la Loire i västra Frankrike. Kommunen ligger i kantonen Les Sables-d'Olonne som tillhör arrondissementet Les Sables-d'Olonne. År 2022 hade L'Île-d'Olonne 2 805 invånare.

## Befolkningsutveckling
Antalet invånare i kommunen L'Île-d'Olonne
| Referens: INSEE |